# Pseudoracelopus ponapensis
Pseudoracelopus ponapensis là một loài Rêu trong họ Polytrichaceae. Loài này được (Sakurai) G.L. Sm. miêu tả khoa học đầu tiên năm 1969.